# Flavio Siagrio
Flavio Siagrio (in latino: Flavius Syagrius; fl. 379-381) è stato un politico romano di età imperiale.

## Biografia

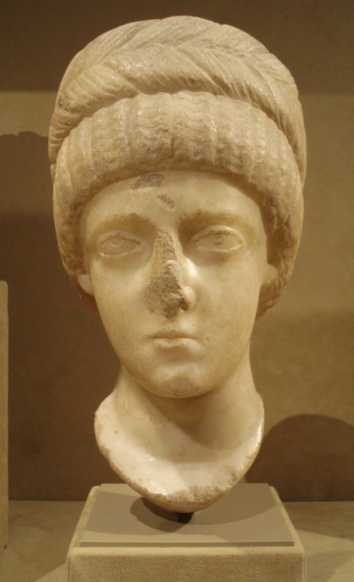
Probabile ritratto di Elia Flaccilla, sorella di Siagrio

Siagrio era cognato di Teodosio I, probabilmente in quanto fratello di Elia Flaccilla. Appartenente alla famiglia dei Syagrii, ebbe un parente che fece carriera in contemporanea con lui, Flavio Afranio Siagrio.
Fu proconsole d'Africa nel 379 e console per il 381, anno in cui fu anche prefetto del pretorio d'Italia.